# Алфимово (Московская область)

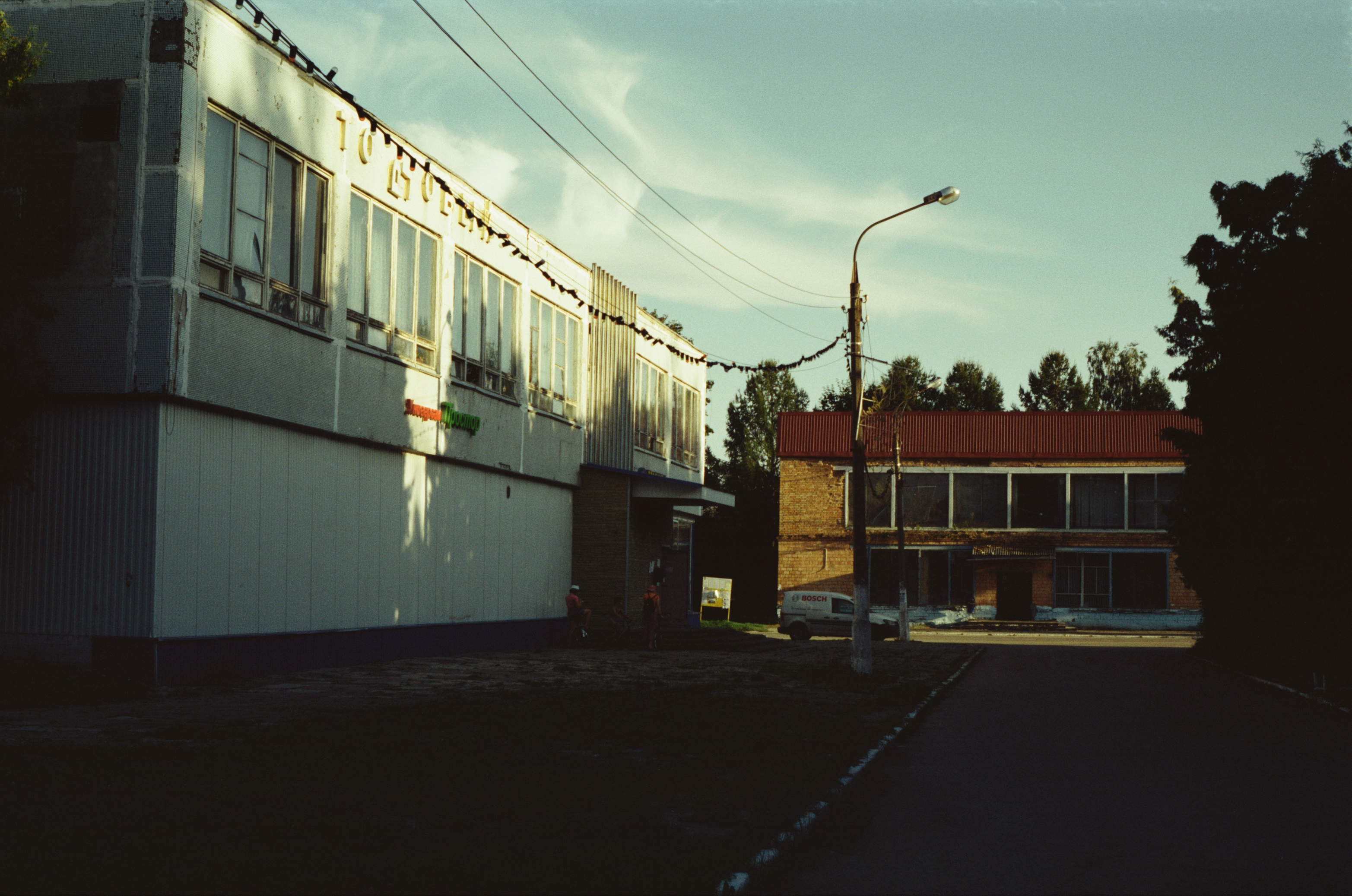
Магазин в Алфимово

Алфимово — деревня в Ступинском районе Московской области в составе Леонтьевского сельского поселения (до 2006 года была центром Алфимовского сельского округае). В деревне на 2015 год 12 улиц. По Постановлению Губернатора МО от 19 мая 2001 года к Алфимово был присоединён посёлок Красная Заря. Селение, как деревня Олихимова, впервые упоминается в 1577 году, вблизи расположена железнодорожная платформа Лютик Большого кольца МЖД.

## Население
| 2002 | 2006  | 2010  |
| ---- | ----- | ----- |
| 1344 | ↗1444 | ↘1381 |

Алфимово расположено на востоке района, по правому берегу реки Сукуша (правый приток Городенки), высота центра деревни над уровнем моря — 187 м. Ближайшие населённые пункты: Орехово — менее 1 км на север, Коледино — примерно в 1,5 км на восток и Еганово — также около 1,5 км на запад.